# Estação Ferroviária de Grândola
A Estação Ferroviária de Grândola é uma interface da Linha do Sul, que serve a localidade de Grândola, no Distrito de Setúbal, em Portugal.

## Descrição

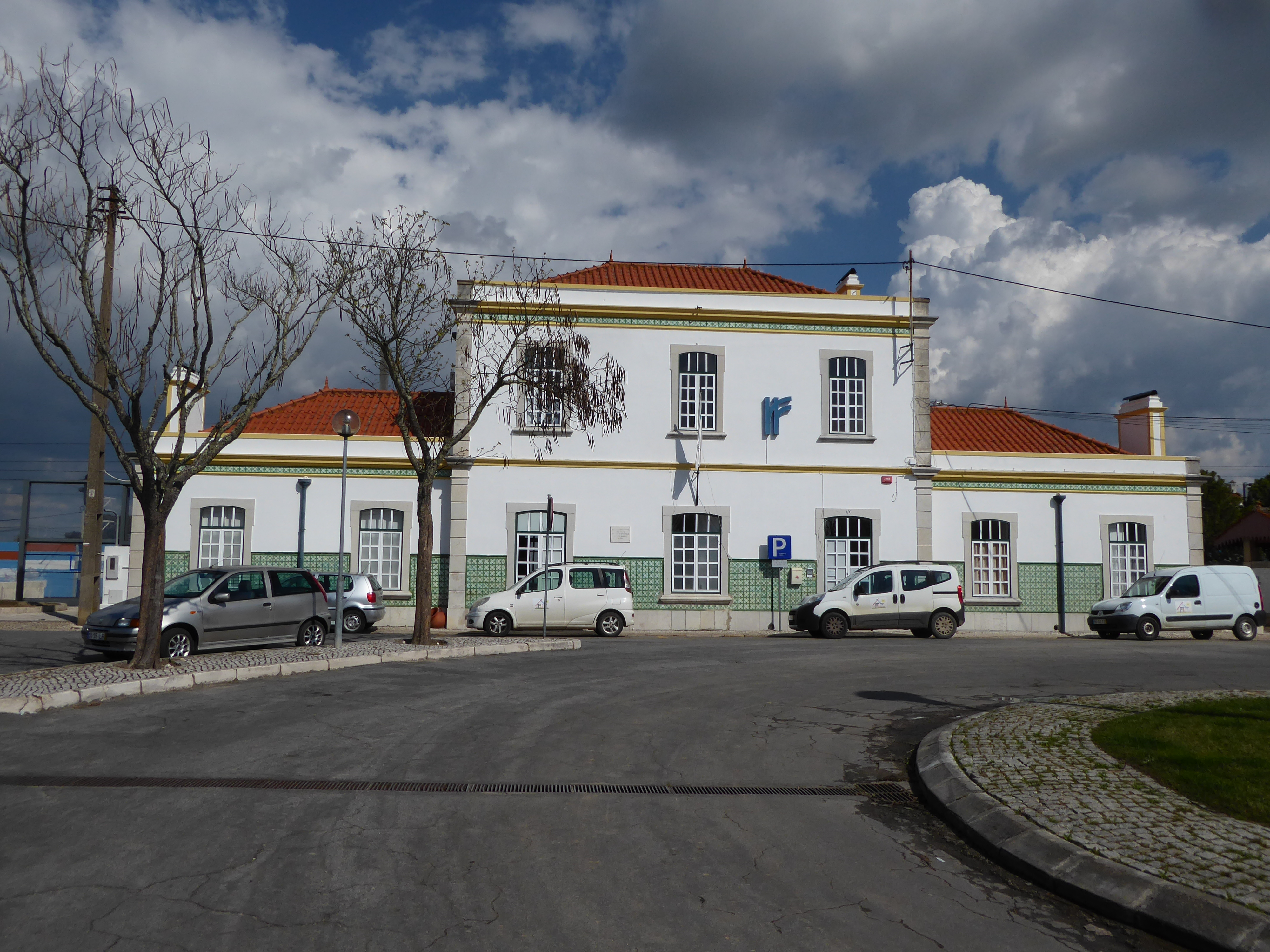
A estação, vista do exterior, em 2016.

### Localização e acessos
Esta interface tem acesso pelo Largo da Estação Ferroviária, no limite nascente da malha urbana da localidade epónima, distante pouco mais de um quilómetro do respetivo centro (Palmeiras), via Avenida Jorge Vasconcelos Nunes (= EM543). A central de camionagem local, de localização central, situa-se pois aproximadamente à mesma distância; em contraste existem dois locais de estacionamento público para apoio ao automóvel individual situados mais perto: junto ao tribunal e na própria estação.

### Infraestrutura

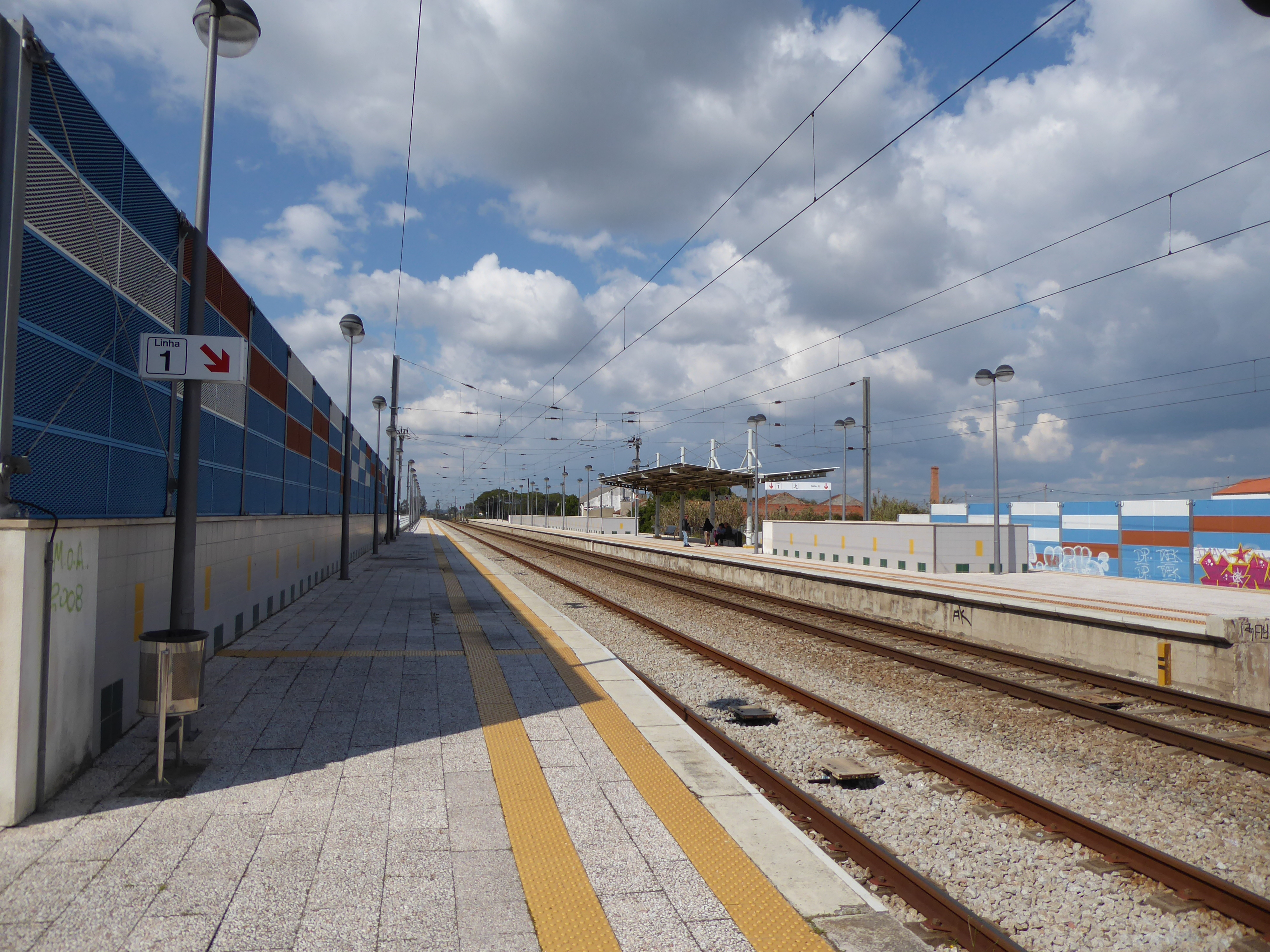
Vista das plataformas e vias, em 2016.

Esta interface apresenta três vias de circulação, identificadas como I, II, e III, tendo esta última um comprimento de 348 m e as restantes 715 m, e são todas as três acessíveis por plataforma de 210 m de comprimento e 85 cm de altura; existe ainda uma via secundária, identificada como IV, com 146 m de comprimento; todas estas vias estão eletrificadas em toda a sua extensão. O edifício de passageiros situa-se do lado poente da via (lado direito do sentido ascendente, para Tunes).
O local deste interface é um ponto de câmbio nas características da via férrea e do seu uso, nomeadamente mudando aqui o regime de exploração entre tipo RCI (que se estende para sul até Ermidas-Sado) e tipo RCAP (que se estende para norte até à estação da Somincor).

Situa-se junto a esta interface, ao PK 97+900, a zona neutra de Grândola que isola os troços da rede alimentados respetivamente pelas subestações de tração de Ermidas-Sado, da Variante de Alcácer, e de Monte Novo - Palma.

### Serviços
Em dados de 2023, esta interface é servida por comboios de passageiros da C.P. de tipo intercidades com três circulações diárias em cada sentido entre Faro e Lisboa-Oriente, e uma única de tipo Alfa Pendular entre Faro e Porto-Campanhã, apenas neste sentido.

## História

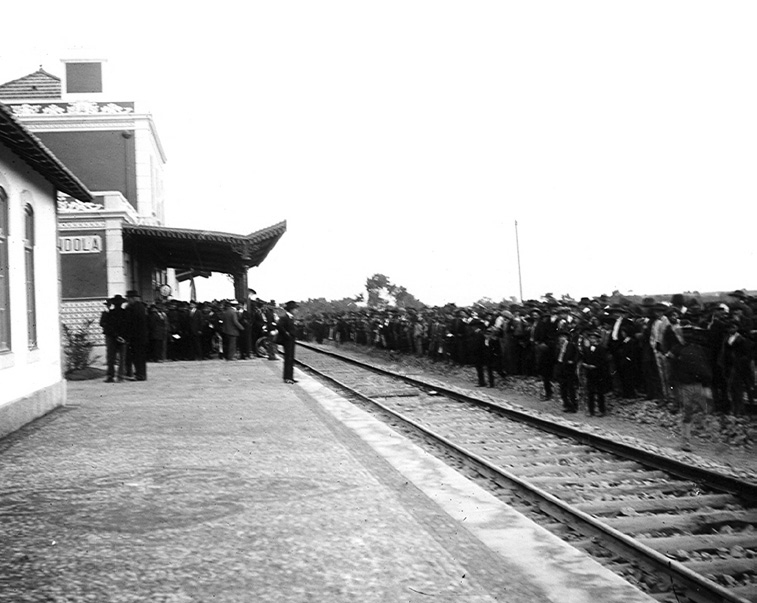
Inauguração da estação de Grândola.

No terceiro quartel do século XIX, Sousa Brandão idealizou a construção de uma linha ao longo do vale do Rio Sado, que forneceria uma ligação mais rápida entre Lisboa e o Algarve do que o Caminho de Ferro do Sul, que dava a volta por Beja, e que estava nesse momento em construção. Esta proposta só voltou a ser considerada nos finais do século, em 1898, quando se começou a estudar o plano da Rede Ferroviária ao Sul do Tejo, cuja comissão técnica sugeriu uma linha de Setúbal a Garvão, seguindo o vale do Sado. A linha deveria passar por Grândola, uma vez que aquela vila era considerada como o pólo de uma rica e populosa região até ao litoral. As representações regionais, consultadas durante a preparação do Plano da Rede, propuseram a construção de um ramal até Sines, que deveria sair de Grândola ou Apeadeiro de Alvalade.
Assim, a linha de Setúbal a Garvão foi inserida no Plano da Rede, decretado em 27 de Novembro de 1902. Também foi inserido o Ramal de Sines, embora sem um ponto inicial definido, que foi mais tarde estabelecido em Alvalade.
A construção da Linha do Sado iniciou-se em 1907, mas sofreu vários atrasos, devido primeiro à instabilidade governamental, e depois por causa da Primeira Guerra Mundial. Em 1 de Julho de 1916, a Gazeta dos Caminhos de Ferro noticiou que estava para breve a construção do troço entre Grândola e Lousal. No entanto, este troço foi aberto em duas partes, tendo a secção até Canal Caveira entrado ao serviço em 20 de Setembro dese ano, e até Grândola em 22 de Outubro. O troço seguinte, até à estação provisória de Alcácer do Sal, abriu à exploração em 14 de Julho de 1918.

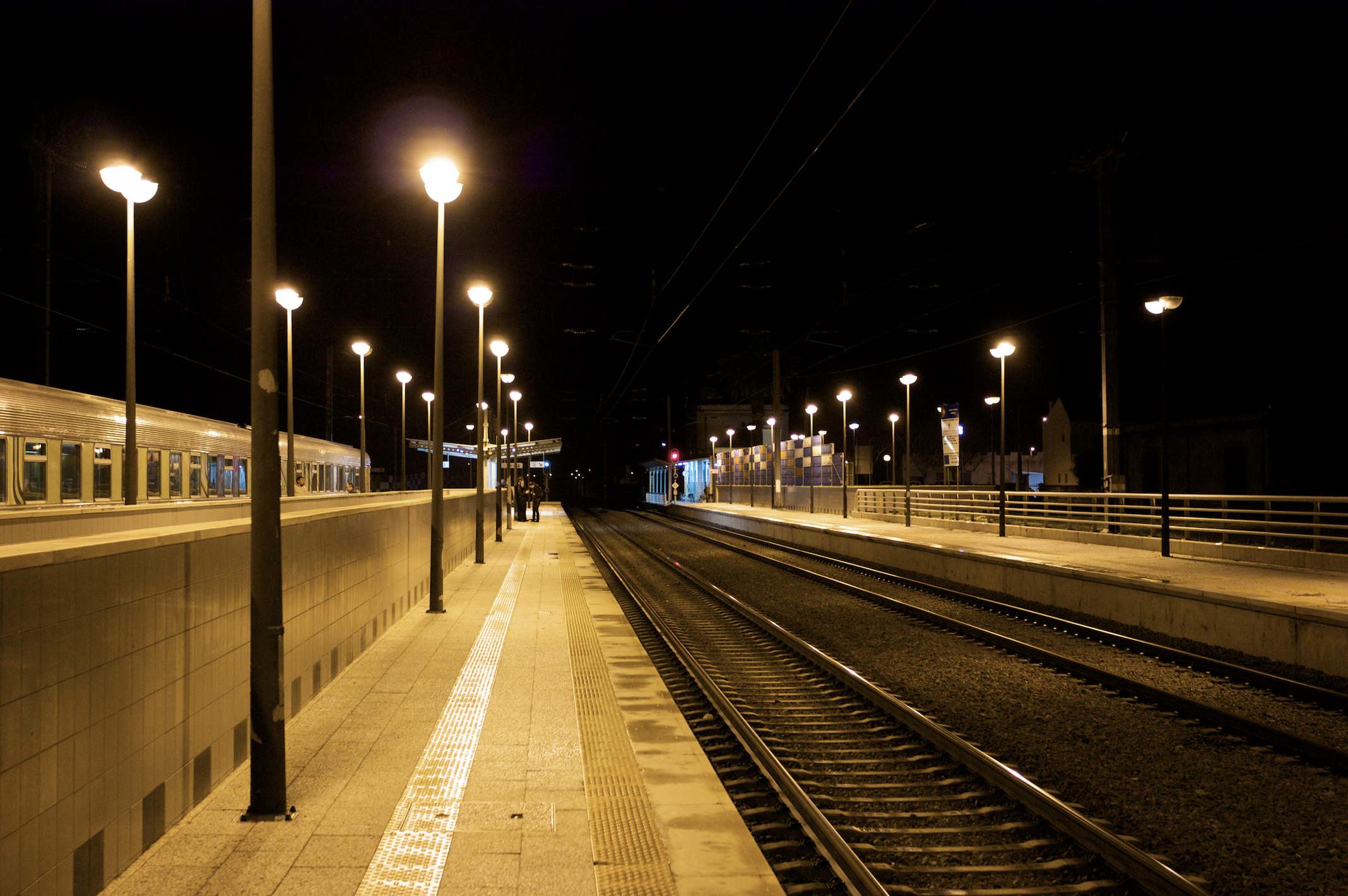
Estação de Grândola à noite em, 2010.

Em 1934, a Comissão Administrativa do Fundo Especial de Caminhos aprovou a instalação de uma báscula de vinte toneladas na estação de Grândola.

Em Janeiro de 2011, contava com três vias, que apresentavam 724 e 346 m de comprimento; todas as plataformas tinham 70 cm de altura e 210 m de comprimento — valores mais tarde ampliados para os atuais.